# Білл Роско
Ендрю Вільям Біл Роско (англ. Andrew William «Bill» Roscoe) — шотландський інформатик. Працює в областях теорії рівночасності,, особливо щодо семантики комунікуючих послідовних процесів (CSP) і пов'язаної мови occam, разом з Тоні Гоаром. Є співзасновником Formal Systems (Europe) Limited і розробив алгоритми для інструменту  Failures-Divergence Refinement (FDR).